# François Beaumavielle
François Beaumavielle est un chanteur d'opéra français né avant 1653 et mort à Paris en novembre 1688.

## Biographie
D'origine toulousaine, il fut en son temps l'artiste lyrique le plus populaire.
Recruté à Béziers en 1670 pour interpréter le rôle de Vertumne dans l'opéra Pomone de Cambert et Perrin, au moment de la constitution de l'Académie royale de musique, Beaumavielle chante les basses-tailles dans la plupart des œuvres de Lully : Cadmus et Hermione (1673), Atys (1676), Isis (1677), Proserpine (1680), Persée (1682).
Il meurt en décembre 1688, pendant une répétition du Thétis et Pélée de Collasse et Fontenelle.